# Kubus van Heymans

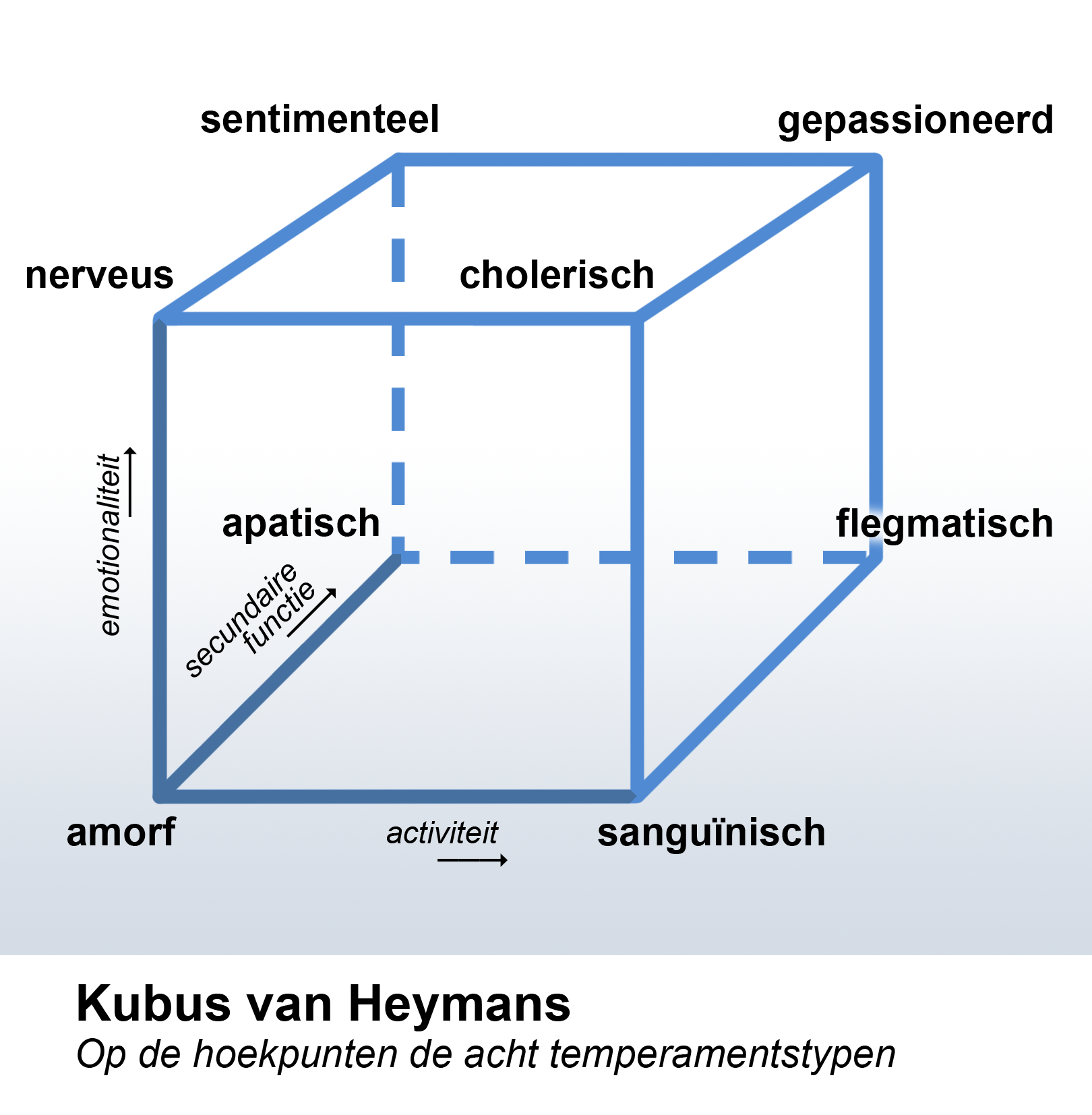

De kubus van Heymans is een typologie van verschillende karakters beschreven door Gerard Heymans in zijn boek Inleiding tot de Speciale Psychologie. Hij was de eerste die zijn typologie baseerde op empirisch onderzoek. Hij maakte gebruik van enquêtes die hij had rondgestuurd naar alle Nederlandse huisartsen en spitte daarnaast veel biografieën door van bekende mensen, zoals Multatuli en Napoleon. Dit vulde hij aan met experimenteel onderzoek naar verschillen in 'secundaire effecten' met behulp van visuele prikkels, zoals fel licht. Aan de hand van zijn onderzoek plaatste hij mensen op drie dimensies die samen acht verschillende karaktertypes beschrijven (zie figuur).
Heymans werd bij het formuleren van zijn typologie beïnvloed door Duitse psychologen en filosofen uit de Griekse oudheid. Hij gebruikt bijvoorbeeld drie termen die ook gebruikt werden door Hippocrates in zijn beschrijving van verschillende temperamenten.
Heymans’ karaktertypologie was erg populair en zijn directe invloed was nog lang zichtbaar in de latere persoonlijkheidspsychologie. Typologieën zoals deze waren het begin van het idee dat persoonlijkheid een eenheid van psychologische eigenschappen vormt die wetenschappelijk onderzocht kan worden.

## Beschrijving
De drie dimensies zijn:
- activiteit: de hoeveelheid energie en motivatie die iemand heeft
- emotionaliteit: is iemand snel aangeslagen of juist beheerst en koel?
- primair of secundair functioneren: hoeveel effect hebben eerdere ervaringen en gevoelens op hoe we nu doen (de secundaire effecten)?

Door het combineren van deze dimensies ontstaat er een kubus met op elke hoek een persoonlijkheidstype. De verschillende types zijn:
- Amorf: niet-actief, niet-emotioneel en primair functionerend
- Sanguinisch: actief, niet-emotioneel en primair functionerend
- Nerveus: niet-actief, emotioneel en primair functionerend
- Cholerisch: actief, emotioneel en primair functionerend
- Apatisch: niet actief, niet-emotioneel en secundair functionerend
- Flegmatisch: actief, niet-emotioneel en secundair functionerend
- Sentimenteel: niet-actief, emotioneel en secundair functionerend
- Gepassioneerd: actief, emotioneel, secundair functionerend